# درشک (کوه)
[[برگرفته از : کتاب سیمای جنگلهای استان کهگیلویه و بویراحمد 1393 نویسندگان : جواد رحیمیان Javad_rahimian# و مسعود یوسفی ، رایحه هنر پارس شیراز]]
دِرِشک ( Dereshk# به معنی دو رشته) نام کوهی است در کهگیلویه و بویراحمد در ۲۰ کیلومتری جنوب غربی یاسوج
با ارتفاع ۲۸۰۰ متر در کنار منطقه دلی_اولاد_علی_مومن پوشیده از جنگل خزان_کننده از گونه های بلوط Oak_tree# بنه Wild_pistachio# #افرا_کیکم #بادام #داغداغان #انجیر_وحشی #گلابی_وحشی #آلبالو_وحشی نسترن_وحشی Wild_rose#
بادام کلخونگ
زالزالک
و گونه‌های علفی مانند
گل شیپوری
لاله
لاله واژگون
کنگر
انواع گرامینه
1. موسیر

و...
در این کوه گونه‌های جانوری چون
پلنگ
گرگ 
روباه
خرس قهوه ای
خرگوش
سنجاب
و
....
زندگی می‌کنند
این کوه 
مظهر تأمین آب منطقه است
و عموم چاههای آب آشامیدنی منطقه دشتروم در کنار این کوه حفر شده‌است
گونه گیاهی منحصر بفرد #Unic افسنطین رومی است

< منابع : کتاب سیمای جنگلهای استان کهگیلویه و بویراحمد 1393 نویسندگان : جواد رحیمیان Javad_rahimian# و مسعود یوسفی ، رایحه هنر پارس شیراز/>
منابع : کتاب سیمای جنگلهای استان کهگیلویه و بویراحمد 1393 نویسندگان : جواد رحیمیان Javad_rahimian# و مسعود یوسفی ، رایحه هنر پارس شیراز